# Боллоевы
Болло́евы (осет. Боллотæ) — осетинская фамилия.

## Происхождение
Фамилии Боллоевых всего около 700 лет так как родоначальником этого дигорского рода является Осетин-Дигорец Болло, живший ещё в XV веке, от имени которого и произошла сама фамилия. 
У Болло был сын Есе Боллоев, проживавший одно время в горном селении Аси[уточнить] откуда потом поселился на том месте, где позднее образовалось село Кумбулта. Там Есе вместе со своими сыновьями построил большой, крепкий дом и фамильную башню, которая хоть и разрушена, но до сих пор стоит.
Вскоре жившие неподалеку Гегкиевы, Хачировы, Таказовы, Сагеевы и Цеовы решили обосноваться поближе к Боллоевым и построили свои дома рядом с ними. Таким образом, возникло селение Кумбулта, в котором Боллоевы считаются её первыми жителями .
Стоит также отметить , что у Боллоева Есе были сыновья - Кебек, Чихауи, Мулука и Галачи. Братья Боллоевы выросли, женились, отделились от отца и основали самостоятельные фамилии: Кебековы , Чихавиевы , Мулукаевы и Галачиевы .
Согласно переписи 1886 года, в Кумбулта из постоянных жителей остались только Боллоевы. Галачиевы переселились в кабардинское село Озрек, Кебековы — в Лескен, Чихавиевы — в Христиановское (Дигора), Мулукаевы — в Галиат.
Сами же Боллоевы впоследствии переселились из Къумбулта в Донифарс и Хазнидон.

## Генеалогия
Арвадалта
Галачиевы, Кебековы, Мулукаевы, Чихавиевы, Этезовы.
Генетическая генеалогия
411435 — Bolloev — G2a1a1a1a2 (DYS505=9, YCAII=19,21, DYS391=11, DYS392=12)

## Известные представители
- Алан Аликович Боллоев (1983) — российский футболист, полузащитник.
- Казбек Батразович Боллоев — зампредседателя комитета имущественных отношений Петербурга.
- Полий Елкановна Боллоева (1910 – 2004) — звеньевая колхоза «Революция» Ирафского района СОАССР.
- Таймураз Казбекович Боллоев (1953) — российский предприниматель, промышленник, меценат.

## Религия
Фамилия Боллоевых уже традиционно является исконно Мусульманской так как с самого зарождения своей фамилии, Боллоевы исповедуют Ислам Суннитского толка по причине того что уже с 10 века всё Донифарское общество Аланской нации были Мусульманами, а сами Боллоевы как известно из происхождения фамилии появились в 15 веке когда Ислам уже давно нашёл своё место в той части Алании, где Христианство не успело распространиться. 
Следует отметить и тот факт, что наряду с Исламом в фамилии особо строго соблюдаются все национальные традиции, обычаи и культура Осетин. Не забыт и Древний Монотеизм Осетин, существовавший ещё задолго до Христианства и Ислама.